# Habanero Chocolate
L'habanero chocolate (anche conosciuto come black congo) è una cultivar di peperoncino della specie Capsicum chinense originaria della Giamaica.

## Caratteristiche
La pianta di habanero chocolate ha un'altezza di circa un metro. 
I frutti, pendenti, maturano passando dal verde al marrone e hanno un'altezza che varia tra quattro e sei centimetri e un diametro che varia fra tre e cinque centimetri. La maturazione avviene in media-tarda stagione.
A dispetto del nome, non ha gusto di cioccolato ma un retrogusto di frutti tropicali. Si adatta molto bene anche al clima italiano, dove cresce rigoglioso. Importanti piantagioni vi sono in Emilia-Romagna. Durante l'inverno va protetto dalle gelate. Ha una ripresa primaverile lenta, ma verso agosto/settembre si avrà comunque un raccolto abbondante.

## Piccantezza
È tra le cultivar più piccanti al mondo. Molti sostengono che sia più piccante dell'Habanero Red Savina, il peperoncino che detenne il Guinness dei primati fino al 2007.